# Kurt Wehlte

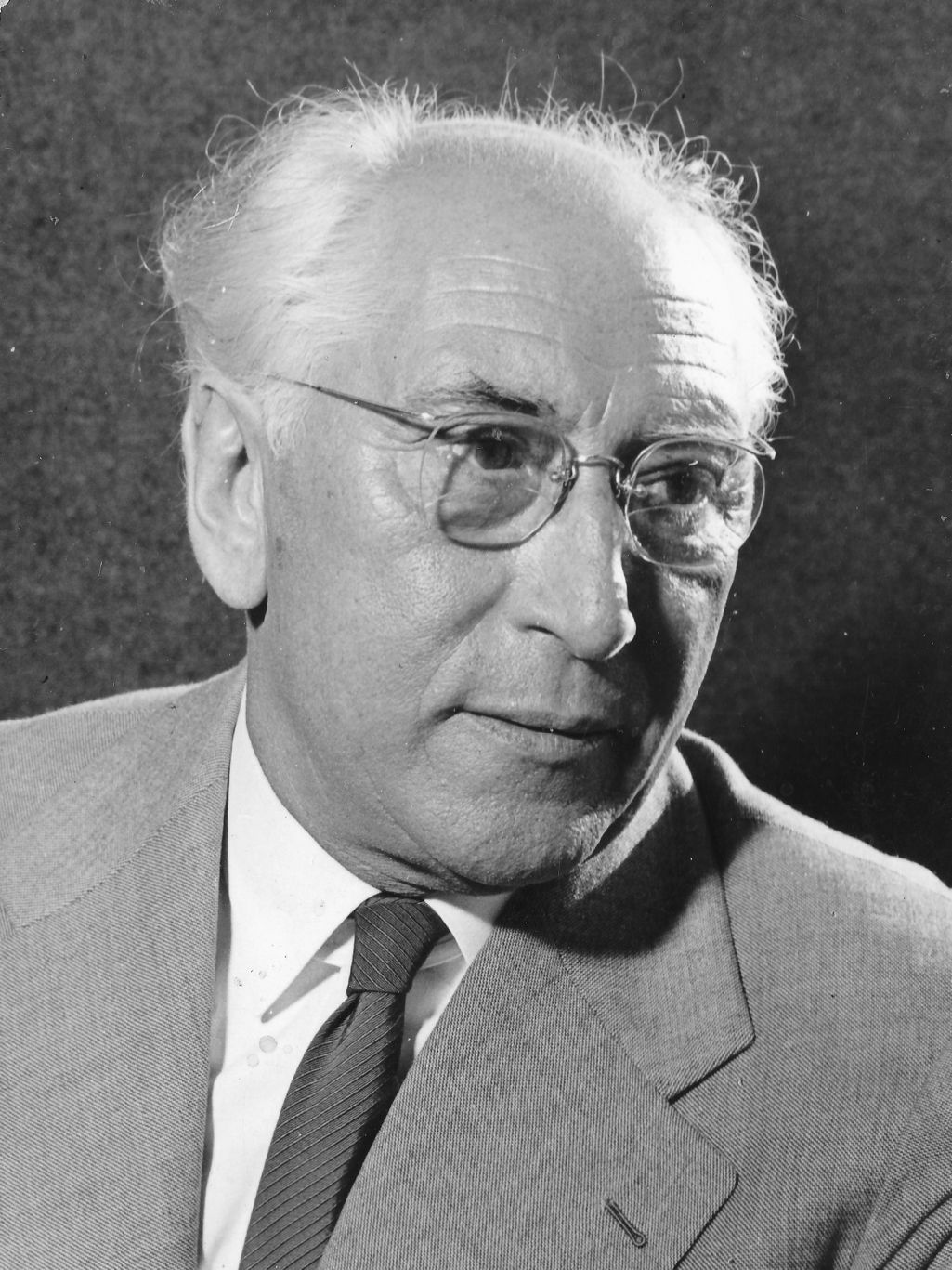
Kurt Wehlte

Benno Kurt Wehlte (* 11. Mai 1897 in Plauen bei Dresden; † 10. April 1973 in Stuttgart) war ein deutscher Spezialist für Maltechnik. Er wirkte als Kunstmaler, Lehrer der Maltechnik sowie Restaurator und begründete das Verfahren der maltechnischen Röntgenuntersuchungen.

## Leben und Werk

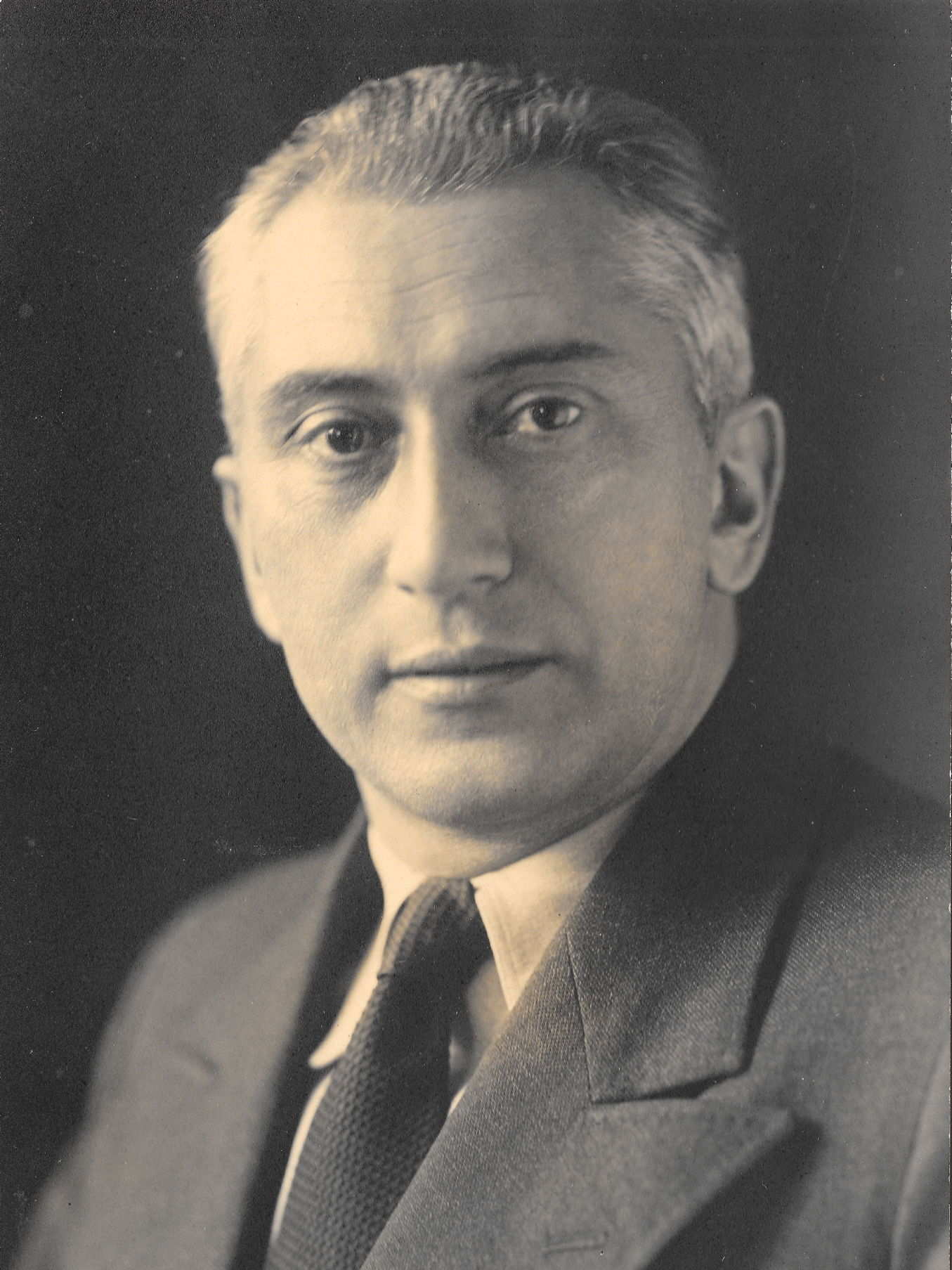
Kurt Wehlte 1930

Nach der allgemeinen Schulausbildung schlug Kurt Wehlte zunächst die Architektenlaufbahn ein und wechselte danach auf die Akademie der Bildenden Künste in Dresden und später zur Kunstakademie München. Dort studierte er u. a. Maltechnik bei Max Doerner. 1920 zeichnete er die Pläne für den so genannten Rundbau in der Frauensiedlung Loheland. 1921 errichtete er wohl aus übrig gebliebenen Sandsteinen dieses Rundhauses ein einfaches Ateliergebäude mit nur einem Raum und einem Pultdach. Der Student lebte etwas abseits der eigentlichen Lohelandsiedlung im nach ihm benannten „Kurts-Bau“ (auch „Curts-Bau“). Vermutlich im Team mit einigen jungen Frauen experimentierte er mit künstlerischen Medien wie Druckverfahren und kameraloser Fotografie. Auf seinen drängenden Wunsch hin wurde er als einer der wenigen Männer in Loheland gymnastisch unterrichtet. Zurückgekehrt nach Dresden wurde er Meisterschüler von Georg Lührig. 1923 schloss er die Ehe mit Christine Pleißner (1899–1990), eine Schülerin von Loheland. In den vier darauffolgenden Jahren wurden eine Tochter sowie zwei Söhne geboren.
Ab 1925 arbeitete er als maltechnischer Lehrer an der Kunstakademie Dresden und gründete ein maltechnisches Labor. Im Auftrag der Harvard University führte er ab 1928 erste maltechnische Röntgenuntersuchungen an deutschen Museen durch. Er gilt weltweit als Pionier dieser Röntgentechnologie in der Maltechnik.
1930 wurde er an die Meisterschule des Deutschen Handwerks nach Berlin-Charlottenburg und 1933 mit Empfehlung durch Max Slevogt als Professor an die Staatliche Hochschule für Bildende Künste Berlin berufen.
Dort gründete er die Lehr- und Versuchswerkstätten für Maltechnik und richtete eine Staatliche Röntgenbildstelle für Gemäldeuntersuchung ein. Fortan arbeitete er zusätzlich als wissenschaftlicher Gutachter in Europa und aller Welt, gerichtlich beeidigter Sachverständiger und technischer Experte in vielen Fälscherprozessen, sowie als Autor von Fachbüchern und in Fachzeitschriften.
Kurt Wehltes Wirken in der Zeit von 1933 bis 1945 wurde von Andreas Burmester in dessen Buchveröffentlichung über das Münchner Doerner Institut ausführlich dargelegt. Der Londoner The Guardian verwies in einem Artikel 2019 darauf, dass zwei Londoner Institutionen 1947 Kurt Wehlte beizogen, obwohl sie über dessen Verbindungen zur SS informiert waren. Am 16. September 1948 wurde Kurt Wehltes Entnazifizierung durch British Public Safety dokumentiert und mit dem Beschluss der Zentralspruchkammer Nord-Württemberg vom 17. Juli 1950 im Entnazifizierungsverfahren bestätigt.
1947 war er als Experte am Courtauld Institute of Art der University of London tätig und von 1947 bis 1949 selbstständiger Restaurator für Gemälde in Berlin. Am 15. März 1949 wurde er als Professor an die beiden Staatlichen Akademien der bildenden Künste in Stuttgart und in Karlsruhe berufen. An der Stuttgarter Akademie gründete er das Institut für Technologie der Malerei und richtete eine Ausbildungsklasse für Gemälderestauratoren ein. Als erster in Deutschland vermittelte er auf diesem Gebiet jungen Studenten eine systematische und fundierte Ausbildung. 1953 erfolgte an der Staatlichen Akademie der Bildenden Künste Stuttgart die Ernennung zum Professor im Beamtenverhältnis auf Lebenszeit.
Seine entscheidende Mitwirkung an dem van-Gogh-Fälscherprozess, dem Lübecker Malskat-Prozess und die Lösung des Stuttgarter Rembrandt-Falles machten ihn weltweit bekannt. Außerdem hatte er die wissenschaftlich wichtige Streitfrage geklärt, ob die Farbstoffe eines Gemäldes durch Röntgenstrahlen geschädigt werden können.
Seit seiner Emeritierung 1963 widmete er sich der Herausgabe des umfassenden Standardwerkes „Werkstoffe und Techniken der Malerei“. Dieses Werk wurde seither in die englische, ungarische und japanische Sprache übersetzt.
Kurt Wehlte hat als erster in Deutschland eine systematische Ausbildung für junge Gemälderestauratoren eingerichtet. Er verband immer das Künstlerische mit der Sicht des Praktikers, überblickte zahlreiche voneinander abgegrenzte Sachgebiete und zeichnete sich durch höchst umfangreiches Detailwissen aus. So war er stets bei zahlreichen Künstlern als Berater gefragt. Zu ihnen zählten bedeutende Maler wie Franz von Stuck, Wassily Kandinsky, Max Pechstein, Max Slevogt, Otto Dix, George Grosz, Willi Baumeister und Anna Dräger-Mühlenpfordt. Seine Verdienste als Forscher und Lehrer wurden am 27. Juli 1964 durch die Verleihung des Bundesverdienstkreuzes I. Klasse geehrt.
Ein Kurt-Wehlte-Archiv wurde an der Hochschule für Bildende Künste Dresden eingerichtet.

## Schüler
- Anna Dräger-Mühlenpfordt (1887–1984), deutsche Malerin und Grafikerin
- Franz Frahm-Hessler (1898–1990), deutscher Maler
- Max Herrmann (1908–1999), deutscher Maler und Keramiker
- Johannes Ufer (1912–1987), deutscher Maler, Bildhauer sowie Raum- und Flächenkünstler
- Siegward Sprotte (1913–2004), deutscher Maler
- Rolf E. Straub (1920–2011), Professor für Technologie der Malerei an der Staatlichen Akademie der Bildenden Künste Stuttgart und Gründer des Instituts für Museumskunde
- Paul Heinrich Nodnagel (1928–2009), deutscher Maler der Moderne
- Jonny Schoppmeier (1937–2017), Kunsterzieher in Hamburg-Harburg, Grafiker und Maler
- Franz Reckert (1914–2004), deutscher Maler und Bildhauer
- Detlef Winter (1929–2010), deutscher Maler, Grafiker und Bühnenbildner

## Veröffentlichungen (Auswahl)
- Ölmalerei. Dresden 1929.
- Wandmalerei. Berlin 1938.
- Temperamalerei. Berlin 1940.
- Malen mit Wasserfarben. Stuttgart 1950.
- Was ging in Lübeck vor? In: Maltechnik. Technische Mitteilungen für Malerei und Bildpflege. 61/1955, H. 1, OCLC 882670632, S. 11–21.
- Werkstoffe und Techniken der Malerei. Otto Maier Verlag, Ravensburg 1967, ISBN 3-473-61157-3; 2., überarb. Auflage. Ebenda 1974, ISBN 3-473-61157-3; überarb. Aufl. mit Tafelteil. Urania-Verlag, Stuttgart 2005; überarb. Auflage. Seemann, Berlin 2001, ISBN 3-332-01665-2; Originalausgabe als E-Book auf www.wehlte.net